# Beto Carrero
João Batista Sérgio Murad (São José do Rio Preto, 9 de septiembre de  1937-São Paulo, 1 de febrero de 2008), conocido como Beto Carrero, fue un artista y empresario brasileño, creador del parque que lleva su nombre (Beto Carrero World) en el municipio de Peña en el litoral Norte del estado de Santa Catarina.

## Biografía
Beto Carrero nació en el interior de San Pablo, Brasil. Comenzó su carrera en la radio en los años 1960 y, en seguida se convirtió en organizador de rodeos. Concibió el parque Beto Carrero World, considerado el mayor parque temático de América Latina y el quinto más grande del mundo, con más de 10 millones de visitantes desde su inauguración el 28 de diciembre de 1991.
Participó de dos películas, "Os Trapalhões no Reino da Fantasia" (1985) y "Xuxa e Os Trapalhões em o Mistério de Robin Hood" (1990), y actuó de sí mismo en la telenovela A História de Ana Raio e Zé Trovão, de la Rede Manchete. También tuvo participación en el programa del canal SBT Dedé e o Comando Maluco. 
Se hizo conocido por el personaje de cowboy que encarnó desde 1970 y con el cual participó en películas junto al humorista Renato Aragão y de la presentadora de televisión Xuxa. También tuvo una participación fija en el programa Domingo Legal de SBT.

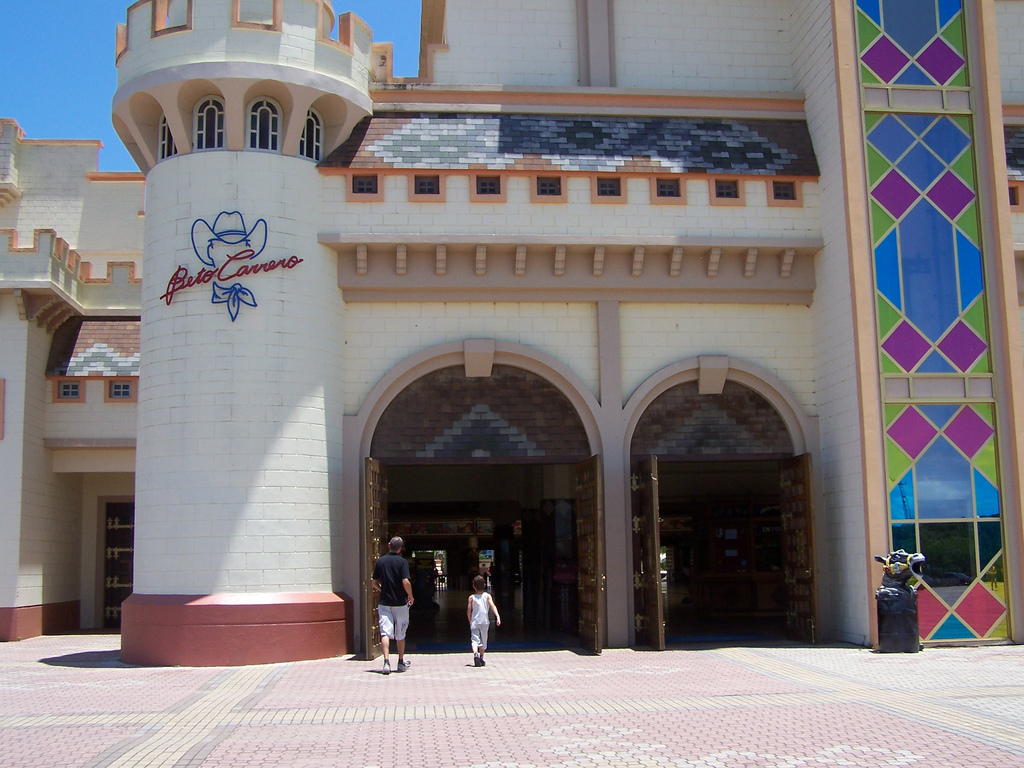
Beto Carrero World

En 1985 Cluq Editorial lanzó la revista de historietas "As aventuras de Beto Carrero", con dibujos de Eugênio Colonesse. Pese a basarse en un western, el personaje no utilizaba armas de fuego sino un látigo para combatir la delincuencia. En noviembre de 2006 JB World Entretenimentos, empresa de Beto Carrero, con producción de Belli Studio Ilustração e Animação, lanzó la revista "As aventuras de Betinho Carrero".
Murió el 1 de febrero de 2008, a los 70 años, en San Pablo, luego de ser sometido a una cirugía cardíaca.